# Giuseppe Cilento
Giuseppe Cilento (Sorrento, 21 de julho de 1923 — São Paulo, 31 de outubro de 1994) foi um químico, pesquisador e professor universitário brasileiro nascido na Itália.
Grande oficial da Ordem Nacional do Mérito Científico e membro associado da Academia Brasileira de Ciências, Giuseppe foi professor titular da Universidade de São Paulo e professor emérito da Universidade Estadual de Campinas.
É considerado o criador da escola brasileira de fotobioquímica e um dos primeiros a fazer da química uma matéria interdisciplinar. Foi pioneiro nas pesquisas sobre a possibilidade de as plantas realizarem processos fotoquímicos sem a presença de luz, a chamada fotobiologia sem luz.

## Biografia
Giuseppe nasceu em Sorrento, na Itália, em 1923. Era filho de um médico italiano que imigrou para o Brasil antes da Primeira Guerra Mundial e cuidava do serviço de tuberculose da Santa Casa de Misericórdia de São Paulo, e de mãe brasileira, neta de italianos e suíços, nascida em Rio Claro. Com a deflagração da Primeira Guerra Mundial, a família retornou à Itália para seu pai trabalhar como médico no front. A família retornou ao Brasil em 1933.
Em 1940, Giuseppe terminou o ginásio e optou por cursar química na universidade. Fez o pré-vestibular da Universidade de São Paulo com o professor Erasmo Garcia Mendes, de quem se tornou grande amigo. Giuseppe ingressou no curso de química da Faculdade de Filosofia, Ciências e Letras da Universidade de São Paulo, onde pode estudar e conviver com professores alemães com Heinrich Rheinboldt e Heinrich Hauptmann.

## Carreira
Formou-se em química em 1943 e fez o doutorado sob a supervisão de Rheinboldt com a tese Isosterismo, Isologia e Isomorfismo, tema
sugerido pelo próprio Rheinboldt que versava sobre a possibilidade de substituição isomorfa entre dois compostos de constituição idêntica, que diferiam apenas pela substituição de um átomo de oxigênio por um átomo de Enxofre, e sobre as propriedades e o comportamento cristalográfico desses compostos.
Em 1947, foi convidado por Piero Manginelli a trabalhar na Fundação Andréa e Virgínia Matarazzo, instalada na Faculdade de Medicina da Universidade de São Paulo voltada para o estudo do câncer, onde se interessou por carcinogênese química. Interessado também por bioquímica, saiu da fundação em 1951 a convite do professor Hauptmann para ser seu assistente na cátedra de química orgânica e biológica do Departamento de Química da USP.
Tornou-se Livre Docente do Departamento de Química em 1955. Sua ida definitiva para a área da bioquímica se deu em 1956, depois de visitar o laboratório de Frank Westheimer, na Universidade de Harvard, como bolsista da Fundação Rockefeller. Trabalhou com a cinética da reação catalisada pela enzima álcool-desidrogenase e interessou-se pela química do enxofre e compostos sulfurados, onde desenvolveu suas principais pesquisas.
Seu artigo The expansion of the sulfur outer shell (1960), publicado no Chemical Reviews, lhe rendeu o Prêmio Hans Feigl, destinado a pesquisas em ciências básicas. Neste mesmo ano, o professor Hauptmann faleceu e Giuseppe assumiu sua cátedra de química-orgânica e biológica no ano seguinte.
A convite do professor Zeferino Vaz, coordenou a formação do Instituto de Química da Unicamp, onde ficou de 1966 a 1978. Foi duas vezes diretor do Departamento de Bioquímica do Instituto de Química da USP.

## Morte
Giuseppe morreu em 31 de outubro de 1994, na capital paulista, aos 71 anos.

## Homenagem
O prêmio Giuseppe Cilento foi criado pela Inter-American Photochemical Society, a I-APS (1999) e é concedido anualmente a jovens pesquisadores da América Latina.
A Avenida Giuseppe Cilento, em Ribeirão Preto, foi nomeada em sua homenagem.

## Prêmios
- 1984 - Prêmio Almirante Álvaro Alberto para a área de Ciências Químicas.[11]